# Kodjovi Obilalé
Kodjovi Dodji Obilalé (Lomé, 8 de outubro de 1984) é um ex-futebolista togolês que atuava como goleiro. 

## Carreira
Obilalé jogou nas categorias de base do Chamois Niortais e do Lorient, mas não chegou a se profissionalizar. Sua carreira iniciou-se em 2003, no Étoile Filante de Lomé, um dos principais clubes de seu país natal, pelo qual defenderia até 2006.
Entre 2006 e 2010, jogou no CS Quéven e no GSI Pontivy.

## Carreira internacional
Jogou na Copa da Alemanha, em 2006, como terceiro goleiro da equipe, que foi eliminada na fase de grupos. Ainda participaria da Copa Africana de Nações realizada no mesmo ano.

## Atentado e final da carreira
Ele foi ferido em 8 de janeiro de 2010, quando o ônibus que levava a seleção de Togo para a disputa da Copa das Nações Africanas passava na fronteira entre Angola e o Congo, e foi alvo de um suposto ataque terrorista. Estilhaços da bala entraram no estômago do goleiro, que ficou por alguns dias em estado grave. Sua morte chegou a ser anunciada pelos jogadores da equipe, mas foi desmentida. Após 2 meses de tratamento e várias operações, Obilalé regressou à França em março, e 8 meses depois, recebeu uma indenização de 100.000 dólares da FIFA.